# スマラジM
『スマラジM』（スマラジミュージック）はKBCラジオで2014年10月3日から2015年3月まで放送されたラジオの音楽番組。
KBCラジオでは、2011年から2013年のナイターオフに『らぶチャンネル』というワイド番組を放送してきたが、2014年のナイターオフでは火曜日から金曜日に日替わりの生ワイド番組を編成することになった。
この番組は「音楽」を中心にして「ニュース」に「トーク」それに「週末情報」を織り込んでいく「音楽バラエティ」番組で、メッセージとリクエストはメールやFAXに加え、ツイッターでも受け付けることになっていて、そのほか「ツイキャス」を番組の中で活用して、より「立体的」に「リスナーと繋がっていく」番組を目指す。
KBCラジオにおける生ワイド音楽番組が放送されるのは、2010年10月2日に放送が終了したサタデーミュージックカウントダウン以来4年ぶりとなる。

## 放送時間
- 金曜 19:00 - 22:00

## パーソナリティ
- 佐藤ともやす
- 原夕貴